# NHL 1945./46.
NHL-sezona 1945./46. je bila dvadesetdeveta sezona NHL-a. 6 momčadi odigrali su 50 utakmica. Pobjednik Stanleyjeva kupa je bila momčad Montreal Canadiensa, koja je u finalnoj seriji pobijedila Boston Bruinse s 4:1.
Nakon  Drugog svjetskog rata nekoliko igrača se vračaju u NHL, kao na primjer takozvana Kraut Line iz Bostona.
Osnivala se Hockey Hall of Fame, (kuća slavnih), i New York Rangersi po prvi put igraju s dva vratara, tako da jedan vratar igra svaku drugu utakmicu.

## Regularna sezona

### Ljestvica
Kratice: P = Pobjede, Po. = Porazi, N = Neriješeno, G= Golovi, PG = Primljeni Golovi, B = Bodovi
|                     | P  | Po. | N  | G   | PG  | B  |
| ------------------- | -- | --- | -- | --- | --- | -- |
| Montreal Canadiens  | 28 | 17  | 5  | 172 | 134 | 60 |
| Boston Bruins       | 24 | 18  | 8  | 167 | 156 | 56 |
| Chicago Blackhawks  | 23 | 20  | 7  | 200 | 178 | 53 |
| Detroit Red Wings   | 20 | 20  | 10 | 146 | 159 | 50 |
| Toronto Maple Leafs | 19 | 24  | 7  | 174 | 185 | 45 |
| New York Rangers    | 13 | 28  | 9  | 144 | 191 | 35 |

### Najbolji strijelci
Kratice: Ut. = Utakmice, G = Golovi, A = Asistencije, B = Bodovi
| Igrač           | Momčad     | Ut. | G  | A  | B  |
| --------------- | ---------- | --- | -- | -- | -- |
| Max Bentley     | Chicago    | 47  | 31 | 30 | 61 |
| Gaye Stewart    | Toronto    | 50  | 37 | 15 | 52 |
| Toe Blake       | Montreal   | 50  | 29 | 21 | 50 |
| Clint Smith     | Chicago    | 50  | 26 | 24 | 50 |
| Maurice Richard | Montreal   | 50  | 27 | 21 | 48 |
| Bill Mosienko   | Chicago    | 40  | 18 | 30 | 48 |
| Ab DeMarco      | NY Rangers | 50  | 20 | 27 | 47 |
| Elmer Lach      | Montreal   | 49  | 13 | 34 | 47 |
| Alex Kaleta     | Chicago    | 48  | 19 | 27 | 46 |
| Billy Taylor    | Toronto    | 50  | 23 | 18 | 41 |

## Doigravanje za Stanleyjev kup
Sve utakmice odigrane su 1946. godine.
Prvi i treći kao i drugi i četvrti regularne sezone, u međusobnim susretima, odlučuju o sudioniku finala za Stanleyjev kup.

### Prvi krug
| Montreal Canadiens vs. Chicago Blackhawks | Montreal Canadiens vs. Chicago Blackhawks | Montreal Canadiens vs. Chicago Blackhawks | Montreal Canadiens vs. Chicago Blackhawks | Montreal Canadiens vs. Chicago Blackhawks | Montreal Canadiens vs. Chicago Blackhawks |
| Datum                                     | Gostujuća momčad                          | Gostujuća momčad                          | Domaćin                                   | Domaćin                                   |                                           |
| ----------------------------------------- | ----------------------------------------- | ----------------------------------------- | ----------------------------------------- | ----------------------------------------- | ----------------------------------------- |
| 19. ožujka                                | Chicago                                   | 2                                         | 6                                         | Montreal                                  |                                           |
| 21. ožujka                                | Chicago                                   | 1                                         | 5                                         | Montreal                                  |                                           |
| 24. ožujka                                | Montreal                                  | 8                                         | 2                                         | Chicago                                   |                                           |
| 26. ožujka                                | Montreal                                  | 7                                         | 2                                         | Chicago                                   |                                           |
| Montreal pobjeđuje seriju s 4:0.          |                                           |                                           |                                           |                                           |                                           |

| Boston Bruins vs. Detroit Red Wings | Boston Bruins vs. Detroit Red Wings | Boston Bruins vs. Detroit Red Wings | Boston Bruins vs. Detroit Red Wings | Boston Bruins vs. Detroit Red Wings | Boston Bruins vs. Detroit Red Wings |
| Datum                               | Gostujuća momčad                    | Gostujuća momčad                    | Domaćin                             | Domaćin                             | Bilješke                            |
| ----------------------------------- | ----------------------------------- | ----------------------------------- | ----------------------------------- | ----------------------------------- | ----------------------------------- |
| 19. ožujka                          | Detroit                             | 1                                   | 3                                   | Boston                              |                                     |
| 21. ožujka                          | Detroit                             | 3                                   | 0                                   | Boston                              |                                     |
| 24. ožujka                          | Boston                              | 5                                   | 2                                   | Detroit                             |                                     |
| 26. ožujka                          | Boston                              | 4                                   | 1                                   | Detroit                             |                                     |
| 28. ožujka                          | Detroit                             | 3                                   | 4                                   | Boston                              | OT°                                 |
| Boston pobjeđuje seriju s 4:1.      |                                     |                                     |                                     |                                     |                                     |

### Finale Stanleyevog Cupa
| Montreal Canadiens vs. Boston Bruins                     | Montreal Canadiens vs. Boston Bruins | Montreal Canadiens vs. Boston Bruins | Montreal Canadiens vs. Boston Bruins | Montreal Canadiens vs. Boston Bruins | Montreal Canadiens vs. Boston Bruins |
| Datum                                                    | Gostujuća momčad                     | Gostujuća momčad                     | Domaćin                              | Domaćin                              | Bilješke                             |
| -------------------------------------------------------- | ------------------------------------ | ------------------------------------ | ------------------------------------ | ------------------------------------ | ------------------------------------ |
| 30. ožujka                                               | Boston                               | 3                                    | 4                                    | Montreal                             | OT°                                  |
| 2. travnja                                               | Boston                               | 2                                    | 3                                    | Montreal                             | OT°                                  |
| 4. travnja                                               | Montreal                             | 4                                    | 2                                    | Boston                               |                                      |
| 7. travnja                                               | Montreal                             | 2                                    | 3                                    | Boston                               | OT°                                  |
| 9. travnja                                               | Boston                               | 3                                    | 6                                    | Montreal                             |                                      |
| Montreal pobjeđuje seriju s 4:1 i osvaja Stanleyjev kup. |                                      |                                      |                                      |                                      |                                      |

°OT = Produžeci

### Najbolji strijelac doigravanja
Kratice: Ut. = Utakmice, G = Golovi, A = Asistencije, B = Bodovi
| Igrač      | Momčad   | Ut. | G | A  | B  |
| ---------- | -------- | --- | - | -- | -- |
| Elmer Lach | Montreal | 9   | 5 | 12 | 17 |

## Nagrade NHL-a
| Calder Memorial Trophy:    | Edgar Laprade, New York Rangers |
| Hart Memorial Trophy:      | Max Bentley, Chicago Blackhawks |
| Lady Byng Memorial Trophy: | Toe Blake, Montreal Canadiens   |
| Vezina Trophy:             | Bill Durnan, Montreal Canadiens |
| O'Brien Trophy:            | Boston Bruins                   |
| Prince of Wales Trophy:    | Montreal Canadiens              |

### All Stars momčad
| First Team                          | Position        | Second Team                           |
| ----------------------------------- | --------------- | ------------------------------------- |
| Bill Durnan, Montreal Canadiens     | vratar          | Frank Brimsek, Boston Bruins          |
| Jack Crawford, Boston Bruins        | obrambeni igrač | Ken Reardon, Montreal Canadiens       |
| Butch Bouchard, Montreal Canadiens  | obrambeni igrač | Jack Stewart, Detroit Red Wings       |
| Max Bentley, Chicago Black Hawks    | centar          | Elmer Lach, Montreal Canadiens        |
| Maurice Richard, Montreal Canadiens | desni napadač   | Bill Mosienko, Chicago Black Hawks    |
| Gaye Stewart, Toronto Maple Leafs   | lijevi napadač  | Toe Blake, Montreal Canadiens         |
| Dick Irvin, Montreal Canadiens      | trener          | Johnny Gottselig, Chicago Black Hawks |

## Vanjske poveznice
- Hacx.de: Sve ljestvice NHL-a  Arhivirana inačica izvorne stranice od 24. siječnja 2008. (Wayback Machine)